# Ornithostaphylos oppositifolia
 Ornithostaphylos oppositifolia je jediný druh rodu Ornithostaphylos. V oblasti výskytu je nazývaný 'Baja birdbush' nebo 'Baja California birdbush  '. Jedná se o keř vyskytující se v rostlinných společenstvích na pobřeží Jižní Kalifornie a severní Baja California. Keř má dlouhé, úzké a kožovité stálezelené listy s podvinutými okraji. Kůra na větvích je tenká a mladší větve a větvičky jsou červenohnědé barvy. Keř kvete zaoblenými, válcovitými a dole užšími bílými květy.